# Madelon (Marionette)

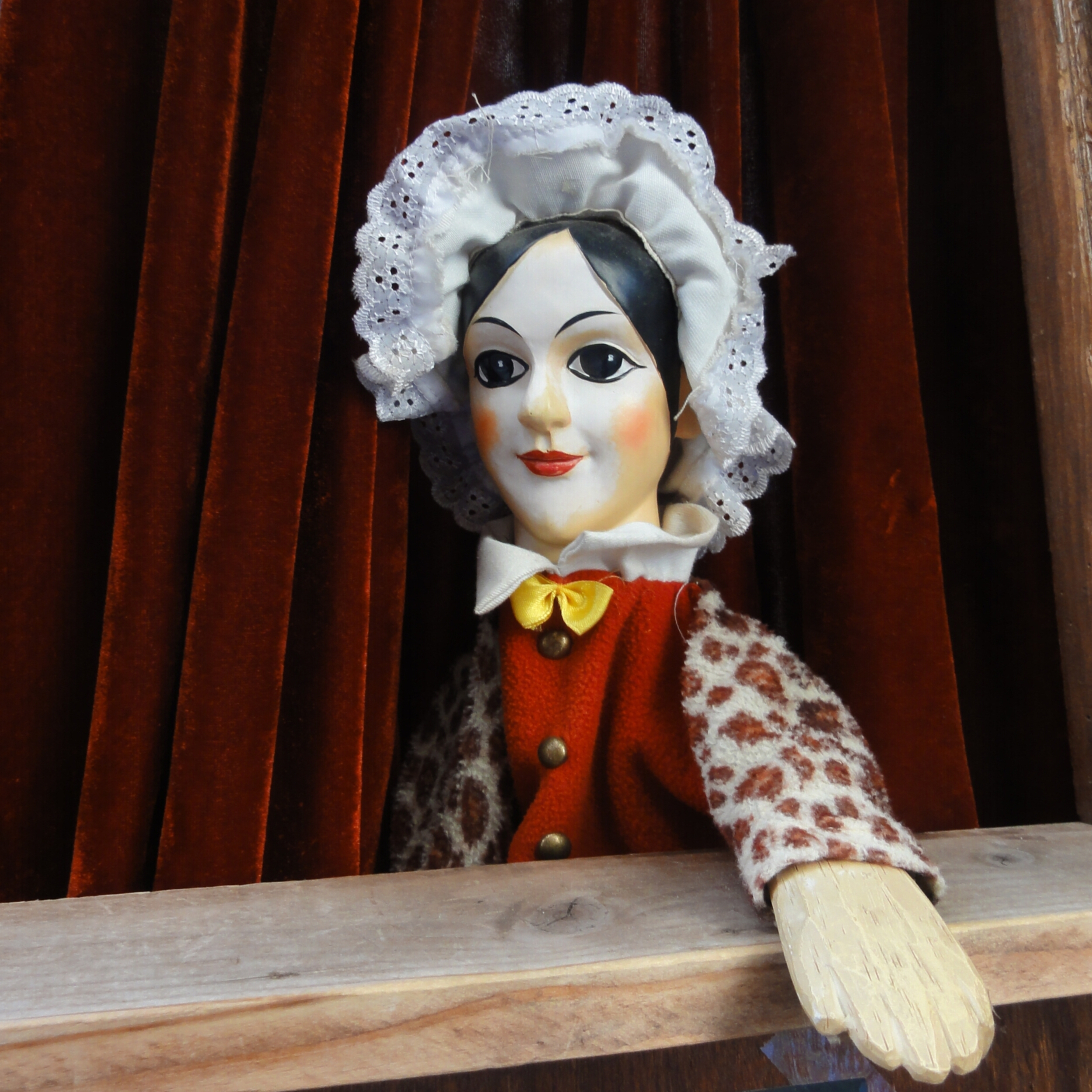
Madelon

Madelon ist eine Handpuppe aus dem Lyoner Puppentheater "Théatre de Guignol". Sie ist die einzige weibliche Figur die regelmäßig wiederkehrt. Meistens als Ehefrau des Guignol und manchmal als Tochter von Gnafron.
Sie hat eine starken, mürrischen Charakter, der sich zum Ende des 19. Jahrhunderts abmildert. Sie trägt traditionell ein Kleid aus geblümten Leinen, eine Schürze, einen kleinen weißen Schal um den Hals sowie eine Haube.
Im Musée des arts de la marionnette, in Lyon, sind die ersten drei von Laurent Mourguet, am Anfang des 19. Jahrhunderts geschaffenen Handpuppen ausgestellt. Sie wurden 1949 von Pierre Neichthauser, einem Nachkommen von Mourget und zu dieser Zeit Leiter des Theaters, dem Museum gestiftet.